# 发干侯
发干侯，中国汉代列侯名，卫霍五侯之一，为卫青之子卫登封爵。封地在东郡发干县。元朔五年春始封，有1300户。元鼎五年，因酎金失侯事件失去爵位。
东汉建武年间，皇后郭圣通的堂兄弟郭匡也曾经被封为发干侯。